# Arroio Grande
Arroio Grande é um município brasileiro do estado do Rio Grande do Sul. Sua população em 2022 foi estimada pelo IBGE em 17.558 habitantes, distribuídos em 2.508,557 km² de área.

## História
O povoamento teve início em 1803, por Manuel Jerônimo de Sousa, avô do Barão de Mauá. Em 1812, Manuel de Sousa Gusmão, filho de Manuel Jerônimo, que ali havia se instalado com a esposa, dona Maria Pereira das Neves,  doaram um terreno para ser edificada uma igreja. Diz a tradição que esta doação foi feita em troca de um milagre de Nossa Senhora das Graças. Segundo a mesma tradição, antes de ser fundada a povoação, surgiu uma divergência bastante acentuada entre os habitantes com respeito ao lugar exato onde deveriam assentá-la. Uns achavam que deveria ser erguida à margem direita do Arroio Grande na terra que pertencia aos Ferreira e outros à margem esquerda, nas terras doadas pelo casal Manuel de Sousa. Combinaram que a localidade se assentaria no lado do rio onde se fizesse a igreja.
Os moradores da margem direita, da família Ferreira, começaram a construir. Os da margem esquerda, filhos de Manuel de Sousa Gusmão, para obter vitória, seguindo a ideia do filho mais novo,  construíram secretamente, um rancho de palha com paredes de pau-a-pique, o qual posteriormente foi colocado sobre rodas e a noite puxado por dois bois. Então, foi conduzido e assentado no lugar em que mais tarde deveria ser construída a Igreja Matriz. Os habitantes da margem direita foram surpreendidos ao amanhecer pelo repicar dos sinos, anunciando que na margem esquerda um padre rezava a primeira missa na Paróquia de Nossa Senhora das Graças de Arroio Grande. A capela de Nossa Senhora das Graças de Arroio Grande foi construída em 14 de dezembro de 1815 e confirmada por Dom João VI a 15 de abril de 1821.
Por Lei nº. 54, de 26 de maio de 1846, foi elevada à categoria de Freguesia e Curato de Nossa Senhora da Graça de Arroio Grande, constituindo a 39ª. Freguesia do Estado. A Lei nº. 596, de 2 de Janeiro de 1867, dividiu o município de Jaguarão em cinco distritos, dos quais o quarto era constituído pela freguesia de Arroio Grande.
Por Lei Provincial nº. 843 de 24 de março de 1873, foi elevada à categoria de Vila com a mesma invocação e nome. Por Lei nº. 590, de 5 de novembro de 1890, foi elevada à categoria de cidade com a denominação de FEDERAÇÃO, sendo depois, por Lei nº. 522, de 6 de julho de 1891, restabelecida a antiga denominação de Arroio Grande.
Erigida em municipalidade, procedeu-se à eleição da Câmara dos Vereadores, que se reuniu em 22 de dezembro de 1873, lavrando dos seus trabalhos circunstanciada Ata, pelo “Ato de Instalação”. Em 1959, o município perdeu parte de sua área para a criação do novo município de Pedro Osório.
Durante a Revolução Farroupilha o território de Arroio Grande foi palco de acirradas lutas, nos quais tomaram parte grandes vultos da história riograndense como: João da Silva Tavares pertencente às forças imperiais, que derrotou o farrapo Manoel Antunes da Porciúncula, sendo este mais tarde vencido pelo famoso chefe farroupilha David Canabarro.

## Arroio-grandenses ilustres
- Gumercindo Saraiva - estancieiro, militar, comandante maragato
- Irineu Evangelista de Souza - comerciante, armador, industrial e banqueiro; Barão e Visconde de Mauá
- Manuel José de Carvalho - agrimensor, jurista e político; tio de Irineu Evangelista de Souza
- Uladislau Herculano de Freitas - advogado, político, presidente do Paraná